# Midichloria
Midichloria è un genere di microrganismi gram-negativi non sporigeni con forma bacillare; le loro dimensioni si aggirano intorno ai 0,45 µm di diametro e 1,2 µm di lunghezza.
Questi batteri, descritti per la prima volta nel 2004 con il nome temporaneo di IricES1, sono simbionti della zecca dura Ixodes ricinus; nello specifico colonizzano le cellule dell'ovario delle femmine di questa specie.
I meccanismi di interazione fra ospite e simbionte sono tuttora poco chiari, ma la presenza di Midichloria nella quasi totalità delle femmine della zecca ospite sembra suggerire un'associazione di tipo mutualistico.

## Specie
Ad oggi, solo una specie di Midichloria è stata descritta: Midichloria mitochondrii. Ulteriori studi sembrano però presupporre la presenza di altri batteri con caratteristiche simili in altre specie di zecca ed altri artropodi ematofagi.
Questi batteri colonizzano i mitocondri della zecca e vi proliferano in simbiosi.

## Origine del nome
Il nome del genere Midichloria deriva dal nome di una forma di vita simbiontica microscopica presente nell'universo di Guerre stellari, i midi-chlorian; questi microrganismi immaginari vivono all'interno delle cellule di ogni essere vivente, fungendo da canale di collegamento con la Forza.

## Genoma
Il genoma di Midichloria mitochondrii, di circa 1,2 Mb di lunghezza, è stato sequenziato nel 2011 nell'ambito di un progetto di ricerca in collaborazione tra ricercatori dell'Università degli Studi di Milano (facoltà di Medicina Veterinaria, Scienze Agrarie e Alimentari e Scienze e Tecnologie), dell'Università di Sydney, dell'Università di Valencia, dell'Università di Pavia e dell'Università di Milano-Bicocca.
Per molte caratteristiche, il genoma di Midichloria rassomiglia a genomi di altri batteri dell'ordine delle Rickettsiales, con sole due grandi eccezioni: la presenza di un set di geni per la sintesi del flagello e la presenza di una citocromo ossidasi.

## "Antenati" dei mitocondri?
Riguardo alla questione dell'origine della cellula eucariotica, a lungo discussa e tuttora ancora non del tutto chiara, un piccolo passo avanti è stato compiuto nel 2011 con il completamento del sequenziamento del genoma di Midichloria mitochondrii: questo batterio sembra infatti essere un parente stretto dei mitocondri ma allo stesso tempo conserva caratteristiche ancestrali che possedevano presumibilmente i proto-mitocondri, gli antenati a "vita libera" dei mitocondri: un flagello che conferiva mobilità alla cellula e la capacità di sopravvivenza in condizioni di bassa concentrazione di ossigeno (microaerofilia).
La simbiosi di milioni di anni avrebbe portato questi progenitori a perdere queste due caratteristiche, entrambe non strettamente necessarie alle nuove condizioni ambientali dovute alla vita all'interno di una cellula. 
Inoltre, prima si riteneva che i proto-mitocondri fossero batteri aerobi, il che generava il problema del loro possibile incontro con le cellule primordiali, strettamente anaerobie: la scoperta della capacità di questi batteri di poter sopravvivere anche in semi-assenza di ossigeno offre una soluzione a questo problema spinoso. 